# Czerwcogrzyb orzęsiony
Septobasidium carestianum Bres. (czerwcogrzyb orzęsiony) – gatunek grzybów z rodziny czerwcogrzybowatych (Septobasidiaceae).

## Systematyka i nazewnictwo
Pozycja w klasyfikacji według Index Fungorum: Septobasidium, Septobasidiaceae, Septobasidiales, Incertae sedis, Pucciniomycetes, Pucciniomycotina, Basidiomycota, Fungi.
Nazwę polską nadał Władysław Wojewoda w 1977 r.

## Charakterystyka
Grzyby nie wytwarzające owocników, z plechą płasko rozpostartą.

## Występowanie i siedlisko
Występuje na wszystkich kontynentach poza Antarktydą. Władysław Wojewoda umieścił go na Czerwonej Liście jako gatunek w Polsce "wymarły lub zaginiony" (EX), w swojej liście zanotował wystąpienie w Międzyrzecu Podlaskim. Gatunek rośnie na gałęziach wierzby szarej. 